# Willdenowia teres
Willdenowia teres är en gräsväxtart som beskrevs av Carl Peter Thunberg. Willdenowia teres ingår i släktet Willdenowia och familjen Restionaceae. Inga underarter finns listade i Catalogue of Life.